# ديفيد ماكسويل
ديفيد ماكسويل (بالإنجليزية: David Maxwell)‏ هو أكاديمي أمريكي، ولد في 2 ديسمبر 1944 في نيويورك في الولايات المتحدة.